# جيم كوكس (سياسي)
جيم كوكس (بالإنجليزية: Jim Cox)‏ هو سياسي أسترالي، ولد في 1 أكتوبر 1945. حزبياً، نشط في حزب العمال الأسترالي. وقد انتخب عضو مجلس نواب تسمانيا.